# جوولان
جوولان (به ترکی آذربایجانی: Dzhovlan) یک منطقهٔ مسکونی در جمهوری آذربایجان است که در شهرستان اغوز واقع شده‌است.